# Вуд, Гарри Эдвин
Гарри Эдвин Вуд (3 февраля 1881 — 27 февраля 1946) — британский астроном. Родился в Манчестере, Англия. В 1906 он был назначен главным заместителем в Трансваальской Метеорологической Обсерватории, которая вскоре приобрела телескопы и была переименована в Обсерваторию Союза.
С 1928 по 1941 работал директором в обсерватории, после Роберта Иннеса. Он женился, но детей у него не было. Так же являлся президентом Астрономического Общества Южной Африки в период с 1929 до 1930. Вуд открыл 12 астероидов.
Астероид 1660 Wood, открытый 7 апреля 1953 года в Йоханнесбурге астрономом J. A. Bruwer, назван в честь него.

## Открытые астероиды
| (715) Трансваалия              | 22 апреля, 1911 |
| (758) Манкуния                 | 18 мая, 1912    |
| (790) Претория                 | 16 января, 1912 |
| (982) Франклина                | 21 мая, 1922    |
| (1032) Пафури                  | 30 мая, 1924    |
| (1096) Ройнерта                | 21 июля, 1928   |
| (1241) Дайсона                 | 4 марта, 1932   |
| (1305) Понгола                 | 19 июля, 1928   |
| (1595) Танга [1]               | 19 июня, 1930   |
| (1663) ван ден Бос             | 4 августа, 1926 |
| (2193) Джексон                 | 18 мая, 1926    |
| (3300) МакГлессон              | 10 июля, 1928   |
| 1. вместе с Кириллом Джексоном |                 |